# Lindenhurst, Illinois
Lindenhurst är en ort (village) i Lake County, i delstaten Illinois, USA. Enligt United States Census Bureau har orten en folkmängd på 14 522 invånare (2011) och en landarea på 11,5 km².